# Anchitherium
Az Anchitherium az emlősök (Mammalia) osztályának a páratlanujjú patások (Perissodactyla) rendjébe, ezen belül a lófélék (Equidae) családjába tartozó kihalt nem.

## Tudnivalók
Az Anchitherium a levélevő lovakhoz tartozik és három ujjal rendelkezik. Az állat a kora miocénben fejlődött ki Észak-Amerikában, de aztán átköltözött Ázsiába és Európába. Eurázsiában a nagyobb testű Sinohippus evolúált belőle. Az Anchitherium marmagassága körülbelül 60 centiméter volt, és valószínűleg „evolúciós zsákutcának” bizonyult, mivel ma már egyetlen leszármazottja sem él.

## Rendszerezés
A nembe az alábbi fajok tartoznak:
- Anchitherium alberdiae
- Anchitherium aurelianense
- Anchitherium australis
- Anchitherium castellanum
- Anchitherium clarencei
- Anchitherium corcolense
- Anchitherium cursor
- Anchitherium ezquerrae típusfaj
- Anchitherium gobiense
- Anchitherium hippoides
- Anchitherium matritense
- Anchitherium navasotae
- Anchitherium parequinum
- Anchitherium procerum

## Képek

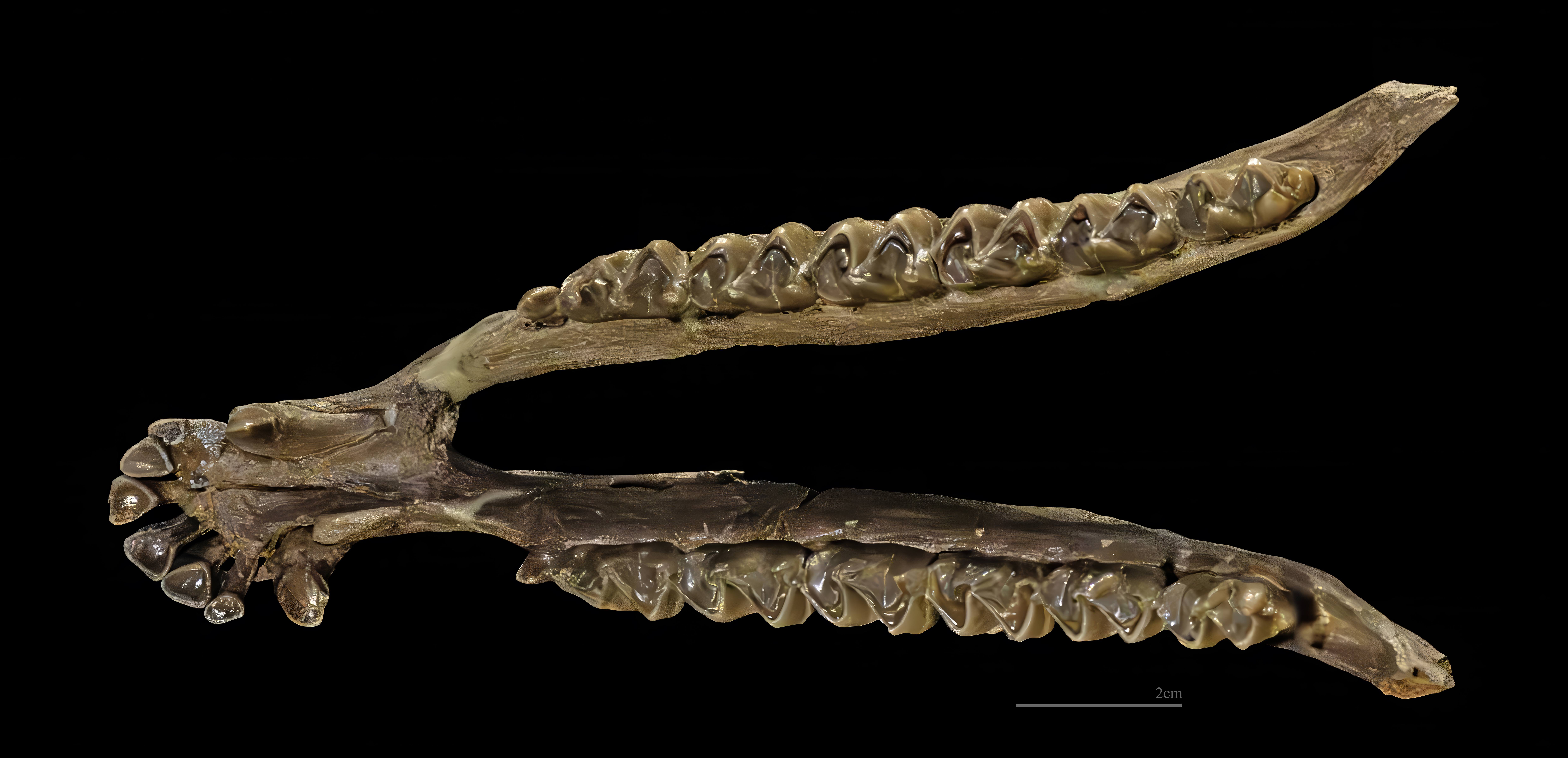
Anchitherium aurelianense - Komplett mandibula

## Lásd még
- A lovak evolúciója